# テレコムクレジット
テレコムクレジット株式会社は、1993年に設立された、クレジットカードやコンビニ決済、などの決済代行サービス全般を営んでいる企業（決済サービスプロバイダ）である。決済代行業界では老舗の一社。
1993年の設立以来、同社の決済代行サービスは無店舗販売企業に多く導入されており、2015年時点で取引先の9割がコンテンツ系、1割がEC関連となっている。
2020年時点ではウェブサイト向けサービスを主軸に展開しており、2021年にPCI DSSに準拠したサーバレスアーキテクチャを導入している。
その他の事業として、アフィリエイト・サービス・プロバイダのバナーブリッジをサービス提供している。
関連会社に株式会社アイコール、株式会社フロンティアエージェント、株式会社ウェブストリームがある。